# Fossemanant

Fossemanant este o comună în departamentul Somme, Franța. În 1 ianuarie 2022 avea o populație de 101 de locuitori.